# HTC Shift
HTC Shift X9500 è un UMPC prodotto dalla HTC.

## Specifiche
- Doppio OS **Microsoft Windows Vista Business 32-Bit (modalità computer)
  - SnapVUE (modalità palmare)
- Processor
  - Intel A110 Stealey CPU 800 MHz (per Windows Vista)
  - ARM11 CPU (Per SnapVUE)[1]
- Memoria
  - 1 GB RAM (modalità computer)
  - 64 MB RAM (modalità palmare)
  - 40/60 GB hard disk
  - SD card slot
- Scheda video Intel GMA 950
- Comunicazione
  - Quad band GSM / GPRS / EDGE (solo dati): GSM 850, GSM 900, GSM 1800, GSM 1900
  - Triband UMTS / HSDPA (solo dati): UMTS 850, UMTS 1900, MTS 2100
  - Wi-Fi 802.11 b/g
  - Bluetooth v2.0
  - Porta USB
- Display
  - Active TFT touchscreen, 16M colori
  - 800 x 480 pixels (Wide-VGA), 7 pollici
  - Tastiera Qwerty
  - Riconoscimento grafia
- Lettore di impronte digitali
- Suonerie
  - Polifoniche, MP3
  - Vibrazione, Doppio speaker

## SnapVUE
SnapVUE è il sistema operativo secondario utilizzato nell'HTC Shift. Viene utilizzato per la ricezione ed invio degli SMS e delle e-mail. SnapVUE è una semplificazione di Windows Mobile 6.0 Professional, però molte caratteristiche vengono conservate anche se non accessibili all'utente.